# Marcel Ketelaer
Marcel Ketelaer (Mönchengladbach, 1977. november 3. –) német labdarúgócsatár. Utójára az osztrák FC Paschingban játszott.

## Klubcsapatban
A Borussia Mönchengladbachban kezdte pályafutását. 1996-ban került fel az első csapatba. 2000-ben a Hamburger SV-be igazolt. 2002-ben kölcsönben visszakerült szülővárosa csapatába. 2004-ben lett az 1. FC Nürnberg játékosa. Egy év múlva szerződött a Rot Weiss Ahlenbe. Ezután 2011-es visszavonulásáig Ausztriában játszott.